# Sporting Club d'Escaldes
Lo Sporting Club d'Escaldes è stata una squadra di calcio andorrana della parrocchia di Escaldes-Engordany.
È stata fondata nel 1977 e ha giocato diverse stagioni nella massima serie.
Il club giocava le gare casalinghe all'Aixovall che ha 500 posti a sedere.
Nel 2008 la società fallì, tuttavia il club ha mantenuto due squadre di 19 giocatori nella categoria juniores.